# درجات السيان

السماوي والأرجواني والأصفر هي الألوان الأساسية الثلاثة المستخدمة في الطباعة.

اللون السيان أو الأزرق المخضر له صبغات ودرجات ملحوظة. إنه أحد الألوان الأساسية المستخدمة، سيان وماجنتي وأصفر. أول استخدام مسجل للأزرق السيان («الأزرق السيان» هو الاسم المستخدم للون «السيان» في القرن التاسع عشر) كاسم لوني كان في عام 1879.

## السيان في الطباعة وألوان الويب والأكوا

### السيان المعالج
في الطباعة الملونة، ظل السماوي المسمى سيان المعالجة أو سماوي الصباغ هو أحد ألوان الصباغ الأساسية الثلاثة التي تشكل، جنبًا إلى جنب مع الأصفر والأرجواني، ثلاثة ألوان أساسية مطروحة للصبغة. (الألوان الثانوية للصبغة هي الأزرق والأخضر والأحمر.) على هذا النحو، تم اختراع النموذج اللوني سيان ماجنتا أصفر أسود في تسعينيات القرن التاسع عشر، عندما بدأت الصحف في نشر المقاطع المصورة الملونة.

### لون الويب السيان (أكوا)
لون الويب السيان (أكوا)، كالموضح على اليمين، هو أحد الألوان الثانوية الثلاثة في النموذج اللوني أحمر أخضر أزرق، ويستخدم لإنشاء جميع الألوان على جهاز الكمبيوتر أو شاشة التلفزيون عن طريق مزج مجموعات مختلفة من الضوء الأحمر والأخضر والأزرق. اسم X11 لهذا اللون هو سيان؛ اسم HTML لنفس اللون هو أكوا aqua أو أزرق مائي. كلاهما يتكونان من نفس المزيج من الضوء الأزرق والأخضر، وهما نفس اللون تمامًا.

## الدرجات
- أزرق أليس
- أزرق مائي
- زبرجدي
- لازوردي
- أزرق سماوي
- سيرولين
- سيان
- أزرق كهربائي
- أخضر الغابة
- أخضر نعناع سحري
- أخضر نعناع
- أخضر فارسي
- أخضر صنوبري
- Robin egg blue
- أخضر بحري
- أخضر ربيعي (لون)
- أزرق سماوي
- تيفاني
- شرشيري
- فيروزي
- أخضر يوناني